# Wintersbourg
Ne doit pas être confondu avec Winterburg ou Wintersberg.
Wintersbourg est une commune française située dans le département de la Moselle, en région Grand Est.
Cette commune se trouve dans la région historique de Lorraine et fait partie du pays de Sarrebourg.

## Géographie
Au Nord-Est du village se situe la source de la Zinsel du Sud.

### Communes limitrophes
Le territoire de la commune est limitrophe de ceux de six communes :
| Fleisheim | Veckersviller | Metting |
|           | Wintersbourg  | Zilling |
| Hérange   | Bourscheid    |         |

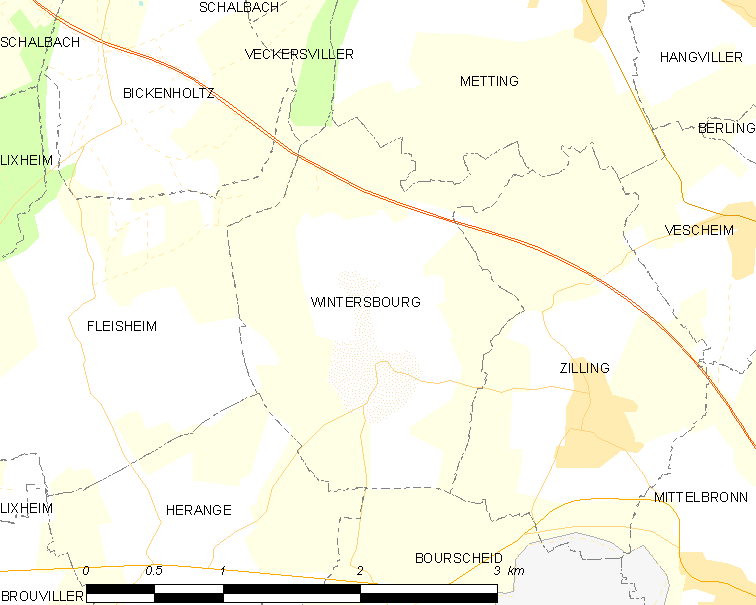
Carte de la commune
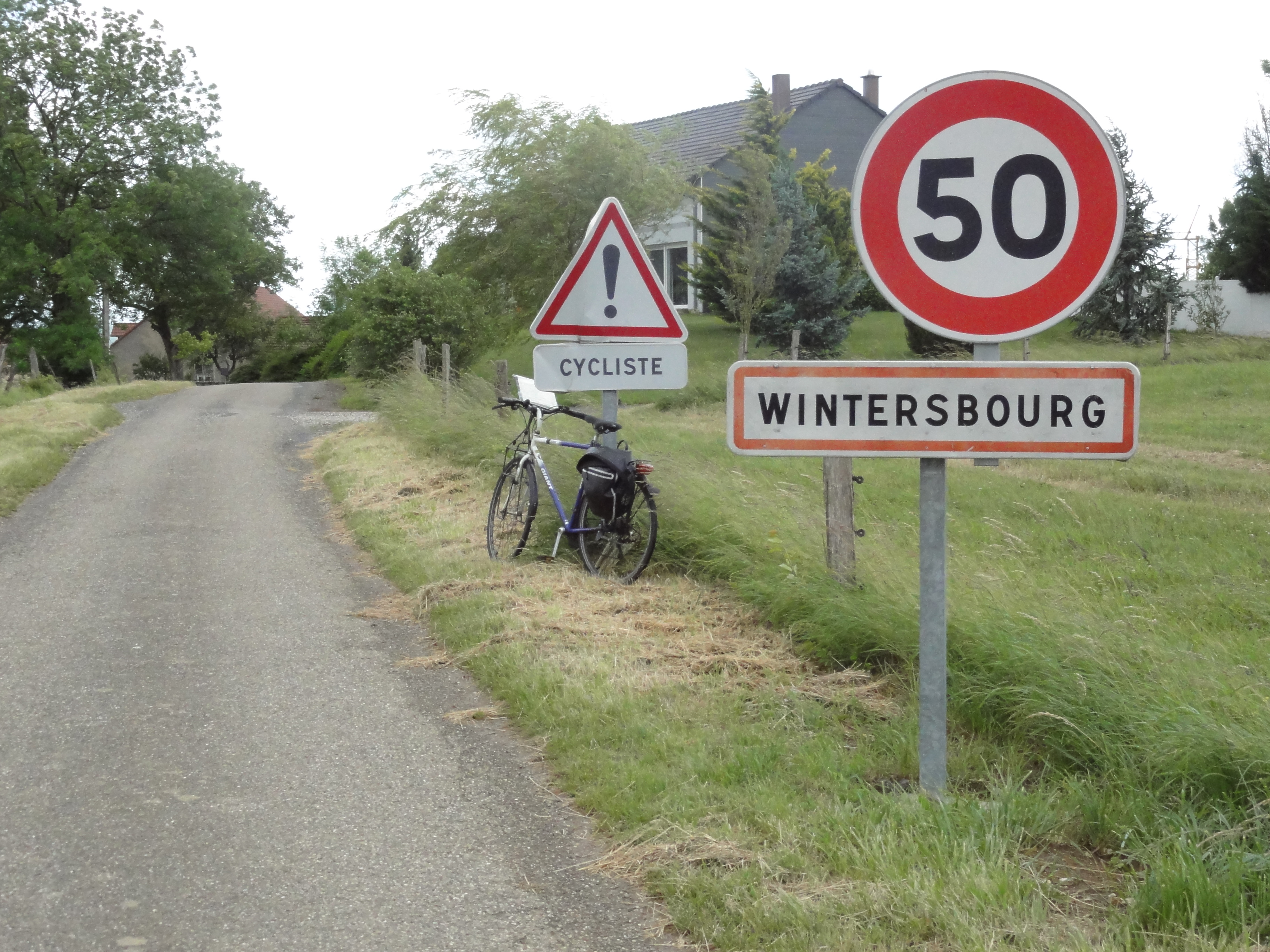
Entrée de l'agglomération
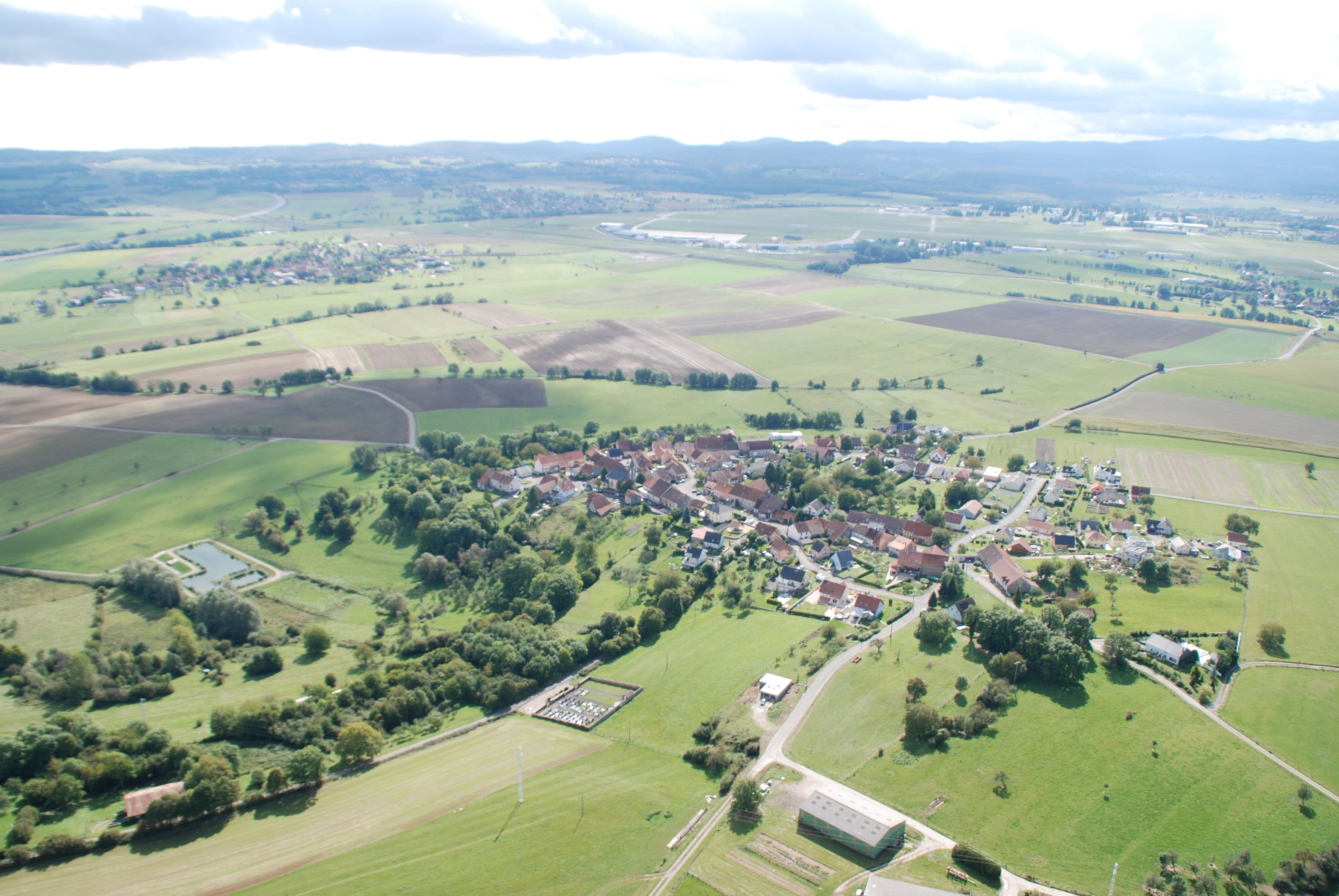
Wintersbourg en septembre 2017.
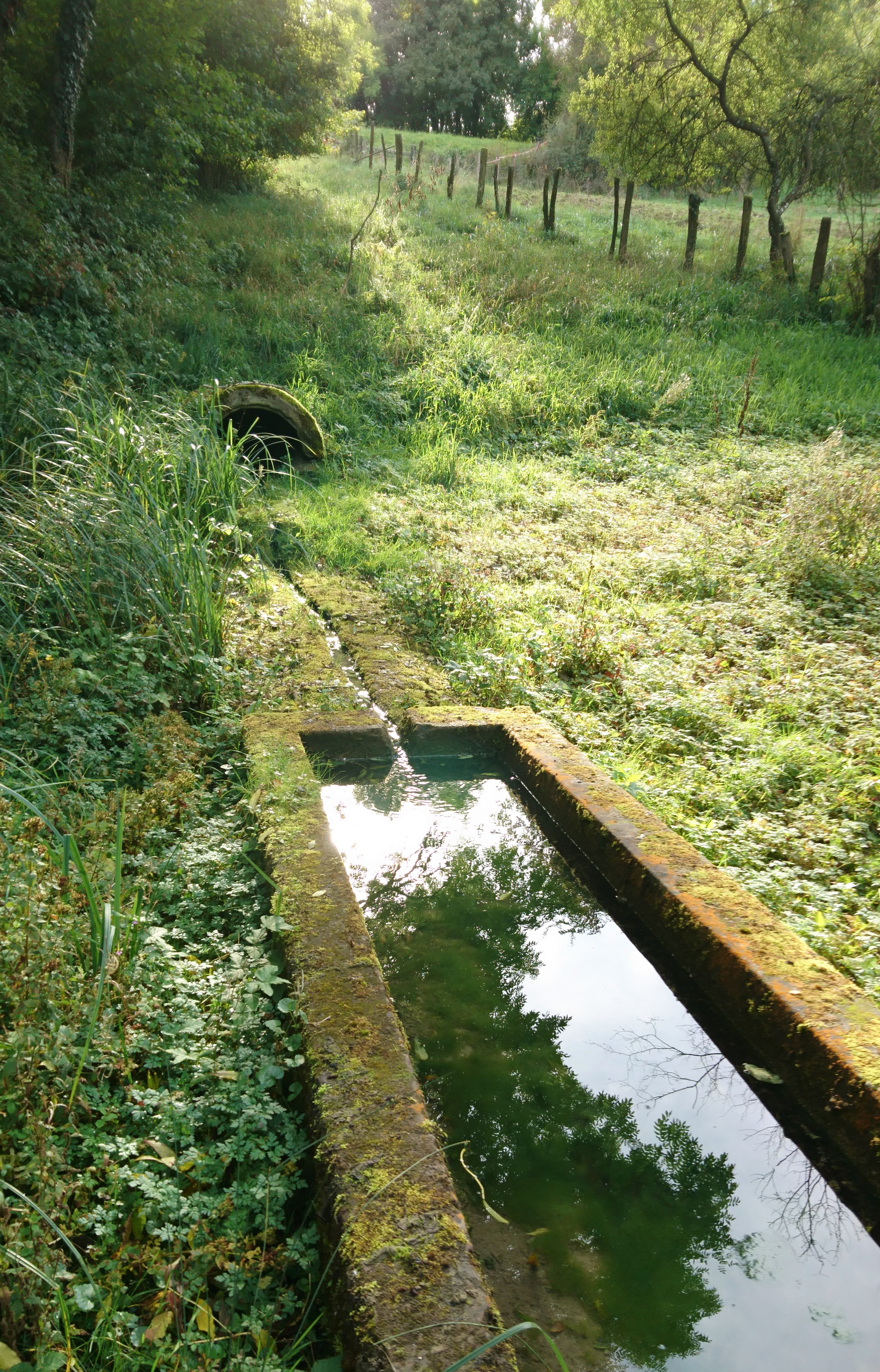
Source de la Zinsel du Sud.

### Hydrographie
La commune est située dans le bassin versant du Rhin au sein du bassin Rhin-Meuse. Elle est drainée par la Zinsel du Sud.
La Zinsel du Sud, d'une longueur totale de 30,9 km, prend sa source dans la commune  et se jette  dans la Zorn à Steinbourg, après avoir traversé 15 communes.

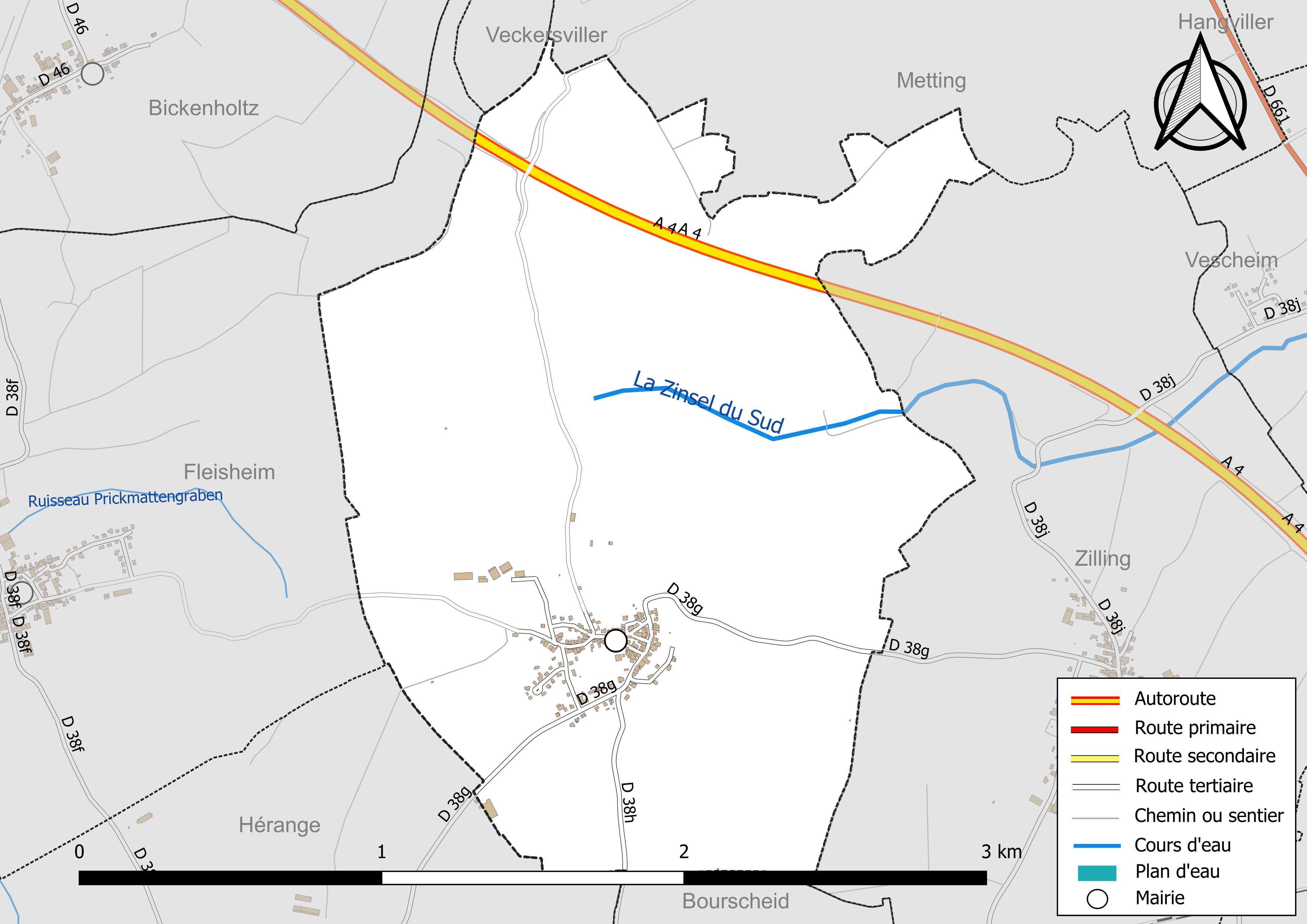
Réseaux hydrographique et routier de Wintersbourg.

La qualité de la Zinsel du Sud peut être consultée sur un site spécial géré par les agences de l’eau et l’Agence française pour la biodiversité.

### Climat
Pour des articles plus généraux, voir Climat du Grand Est et Climat de la Moselle.
En 2010, le climat de la commune est de type climat des marges montargnardes, selon une étude du Centre national de la recherche scientifique s'appuyant sur une série de données couvrant la période 1971-2000. En 2020, Météo-France publie une typologie des climats de la France métropolitaine dans laquelle la commune est exposée à un climat semi-continental et est dans la région climatique  Vosges, caractérisée par une pluviométrie très élevée (1 500 à 2 000 mm/an) en toutes saisons et un hiver rude (moins de 1 °C). 
Pour la période 1971-2000, la température annuelle moyenne est de 9,9 °C, avec une amplitude thermique annuelle de 17,2 °C. Le cumul annuel moyen de précipitations est de 906 mm, avec 11,4 jours de précipitations en janvier et 10,2 jours en juillet. Pour la période 1991-2020, la température moyenne annuelle observée sur la station météorologique de Météo-France la plus proche, « Phalsbourg_sapc », sur la commune de Danne-et-Quatre-Vents à 8 km à vol d'oiseau, est de 10,4 °C et le cumul annuel moyen de précipitations est de 864,9 mm. 
La température maximale relevée sur cette station est de 38,1 °C, atteinte le 12 août 2003 ; la température minimale est de −22 °C, atteinte le 10 février 1956,,. 
Les paramètres climatiques de la commune ont été estimés pour le milieu du siècle (2041-2070) selon différents scénarios d'émission de gaz à effet de serre à partir des nouvelles projections climatiques de référence DRIAS-2020. Ils sont consultables sur un site spécial publié par Météo-France en novembre 2022.

## Urbanisme

### Typologie
Au 1er janvier 2024, Wintersbourg est catégorisée commune rurale à habitat dispersé, selon la nouvelle grille communale de densité à sept niveaux définie par l'Insee en 2022.
Elle est située hors unité urbaine et hors attraction des villes,.

### Occupation des sols
L'occupation des sols de la commune, telle qu'elle ressort de la base de données européenne d’occupation biophysique des sols Corine Land Cover (CLC), est marquée par l'importance des territoires agricoles (93,5 % en 2018), en diminution par rapport à 1990 (100 %). La répartition détaillée en 2018 est la suivante : 
terres arables (53,4 %), prairies (40,1 %), zones urbanisées (6,5 %). L'évolution de l’occupation des sols de la commune et de ses infrastructures peut être observée sur les différentes représentations cartographiques du territoire : la carte de Cassini (XVIIIe siècle), la carte d'état-major (1820-1866) et les cartes ou photos aériennes de l'IGN pour la période actuelle (1950 à aujourd'hui).

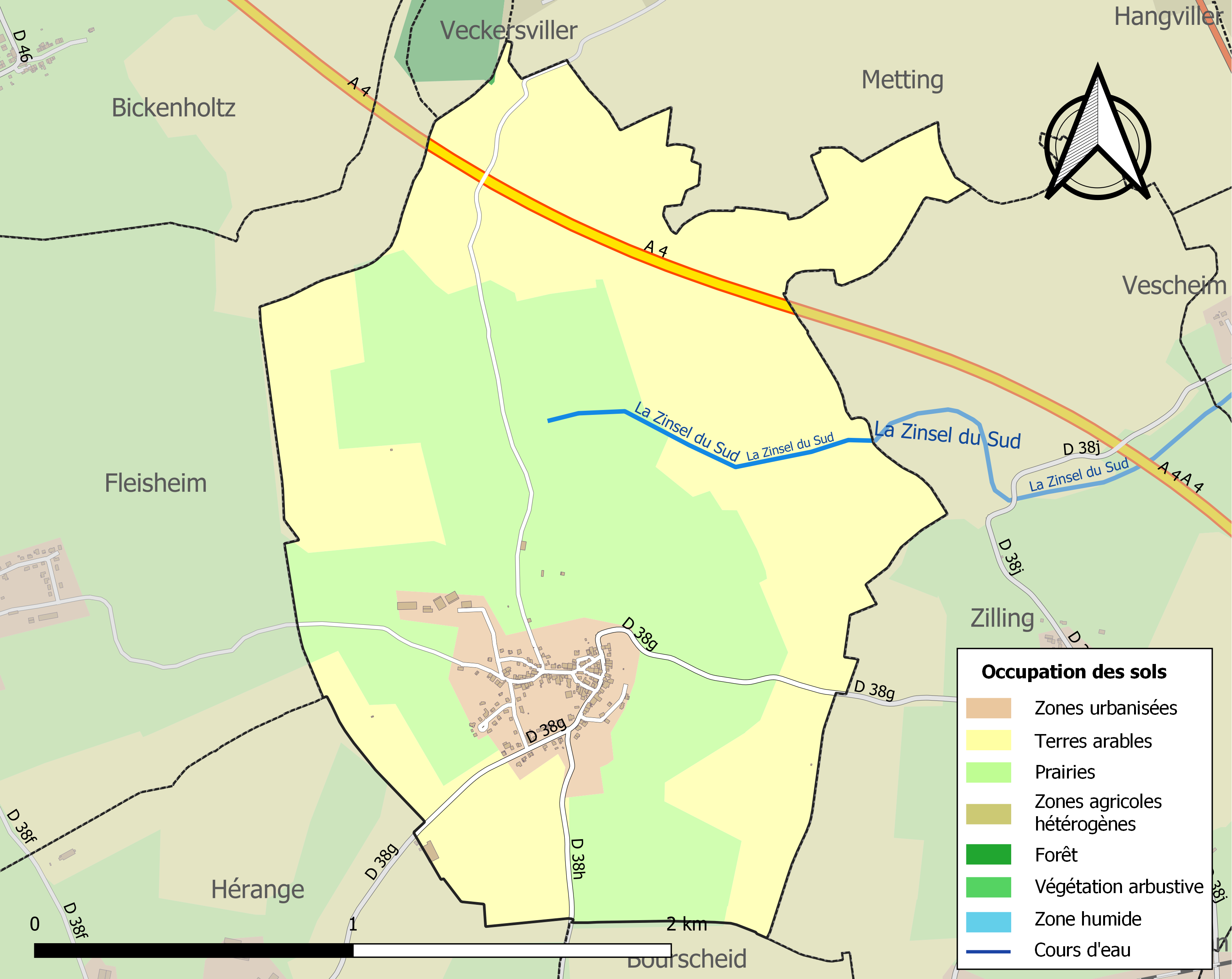
Carte des infrastructures et de l'occupation des sols de la commune en 2018 (CLC).

## Toponymie
Wintersberg en 1170, Wintremont en 1436, Wintesperch vers 1540, Winterssberg en 1601, Wintersberg en 1751, Vinstersbourg en 1793.
Winterschbuerj en francique lorrain. Wintersburg en allemand standard.

## Histoire
(mars 2022).
Si vous disposez d'ouvrages ou d'articles de référence ou si vous connaissez des sites web de qualité traitant du thème abordé ici, merci de compléter l'article en donnant les références utiles à sa vérifiabilité et en les liant à la section « Notes et références ».

### Moyen Âge
En 1170, le village est nommé Wintersberg et appartient au domaine de l'abbatiale Saint-Pierre-et-Saint-Paul de Neuwiller-lès-Saverne, dépendance de la principauté épiscopale de Metz. Cette possession fut confirmée dans une bulle du pape Alexandre III. Trouve-t-on là l’origine de la légende selon laquelle il y eut une abbaye ou un couvent à Wintersbourg ?
Cette question reste en suspens par manque de documentation. Quelques noms de sections agraires et lieux-dits de Wintersbourg semblent cependant évoquer un tel passé, par exemple :
- le « Klosterberg », mont du couvent ;
- le « Klostergarten », jardin du couvent ;
- le « Skt.-Katharine Garten », jardin Sainte-Catherine.

### Fiscalité médiévale
Dès le Moyen Âge, l'imposition fiscale due était minutieusement levée par les seigneurs et le clergé. Le partage de la dîme était scrupuleux.
La moitié était réservée à la cure (paroisse) et l’autre moitié à l’abbaye. À partir du XVIe siècle, les comtes de Fénétrange se réservaient la moitié de la dîme sur le chanvre, le lin, les raves et les choux. Ces cultures semblaient prédominantes car leur mention apparait régulièrement dans les registres d’impositions seigneuriales.
Les biens de la cure (paroisse) étaient importants. Ils étaient composés comme suit :
- une maison avec dépendances ;
- un potager ;
- un verger ;
- vingt-quatre acres de prés = 480 ares qui rapportaient quinze voitures de foin ;
- le droit de pâturage pour trois bovins et six porcs.

### Réforme protestante
En 1561, les terres et droits que possédait l’abbaye de Neuwiller-les-Saverne à « Wintremont », furent vendues aux seigneurs de Fénétrange.
C’est le prince palatin Otto-Heinrich qui introduisit la Réforme protestante en 1556. En 1560 une paroisse protestante fut créée à Wintersbourg. Le premier pasteur en exercice fut Wendel Krieger de 1570 à 1573. Sa mort nous est rapportée comme suit : « Il est tombé de sa fenêtre sur un couteau. Sa femme, cause volontaire de l’accident, se remaria six semaines plus tard avec un "rustre" cordonnier ! ».
La paroisse de Wintersbourg s’étendait sur les fidèles d’un grand nombre de villages selon les époques. On y trouve :
Fleisheim, Bourscheid, Zilling, Schalbach, Metting, Hangviller, Pfalzweyer, Berling, Vescheim, Bust et Phalsbourg.
De 1583 à 1586 le pasteur Georg Gunthart de Wintersbourg desservit aussi Vilsberg
Le prince de Zweibrücken (Deux-Ponts), comte de La Petite-Pierre (Lützelstein) régent de ces lieux, nommait les ministres du culte à Wintersbourg.
En 1605 une école confessionnelle fut créée à Wintersbourg.
Durant la guerre de Trente Ans (1618-1648) le village fut en grande partie détruit. Il n’y restait que six familles.
En 1688, Wintersbourg fut le théâtre d’un coup d’éclat de l’intolérance religieuse instiguée par le gouvernement militaire de Louvois sous les ordres du roi de France Louis XIV. Le pasteur Johann-Georg Windenius, en poste à Wintersbourg de 1686 à 1688, fut arrêté et envoyé, couvert de chaînes, à la prison de la forteresse de Metz parce qu'il avait enseigné le catéchisme à deux enfants réformés d'un village catholique voisin.

### Les pasteurs luthériens
en service à Wintersbourg depuis la Réforme du XVIe siècle
- 1556 : Introduction de la Réforme
- 1570 - 1573 : Krieger Wendelin
- 1573 - 1575 : Laiching Georg
- 1576 - 1581 : Wimmelin Johann-Jacob
- 1581 -    ? : Aemilius Jacob
- 1584 - 1587 : Florus Samuel
- 1587 - 1634 : Listemann Nikolaus
- 1634 - 1685 † : Luft Johann
- 1685 - 1686 : Gunthart Georg
- 1686 - 1688 : Windenius Johann-Georg
- 1688 - 1729 † : Herrmann Ludwig
- 1729 - 1748 † : Glaser Johann-Christoph
- 1748 - 1776 † : Herrmann Johann-Simon
- 1777 - 1806 : Glaser Johann-Heinrich
- 1806 - 1830 † : Hermann Johann-Ludwig
- 1830 - 1864 : Zwilling Ludwig
- 1865 - 1882 † : Ernst Johann-Georg
- 1882 - 1886 : Metzger Georg
- 1886 - 1890 : Resch Gustav
- 1891 - 1895 : Rehberger Christian H.
- 1895 - 1902 : Diesner Paul
- 1902 - 1907 : Bauer Albert Emil
- 1907 - 1912 : Guerrier Friederich
- 1913 - 1920 : Decker Karl Ernst
- 1923 - 1927 : Sulzberger Gerhard
- 1927 - 1935 : Van der Leije Walter Paul
- 1937 - 1941 : Ihme Fritz (1939-1940) intérim de Wolff Wilhelm
- 1941 - 1946 : Koch Charles Christian (Phalsbourg)
- 1947 - 1959 : Wild Adolf
- 1959 - 1978 : Leyenberger Marguerite
- 1984 - 1990 : Muller Jean-Jacques
- 1992 – 1997 : Foell Sylvie
- 1998 – 2009 : Wolff Schalk Ruth (épouse Bonsirven depuis 2005)
- 2011 – : Besset Marie (épouse Mager depuis 2012)

## Politique et administration
| Période                                  | Période   | Identité        | Étiquette | Qualité |
| ---------------------------------------- | --------- | --------------- | --------- | ------- |
| mars 1995                                | mars 2001 | Willy Antoni    |           |         |
| mars 2001                                | ?         | Éric Siffermann |           |         |
| mai 2020                                 | En cours  | André Soulier   |           |         |
| Les données manquantes sont à compléter. |           |                 |           |         |

## Démographie
L'évolution du nombre d'habitants est connue à travers les recensements de la population effectués dans la commune depuis 1793. Pour les communes de moins de 10 000 habitants, une enquête de recensement portant sur toute la population est réalisée tous les cinq ans, les populations de référence des années intermédiaires étant quant à elles estimées par interpolation ou extrapolation. Pour la commune, le premier recensement exhaustif entrant dans le cadre du nouveau dispositif a été réalisé en 2006.

En 2022, la commune comptait 260 habitants, en évolution de −2,62 % par rapport à 2016 (Moselle : +0,52 %, France hors Mayotte : +2,11 %).
| 1793 | 1800 | 1806 | 1821 | 1831 | 1836 | 1841 | 1846 | 1851 |
| ---- | ---- | ---- | ---- | ---- | ---- | ---- | ---- | ---- |
| 218  | 278  | 273  | 282  | 309  | 306  | 314  | 298  | 301  |

| 1856 | 1861 | 1871 | 1875 | 1880 | 1885 | 1890 | 1895 | 1900 |
| ---- | ---- | ---- | ---- | ---- | ---- | ---- | ---- | ---- |
| 254  | 254  | 267  | 250  | 248  | 233  | 251  | 230  | 243  |

| 1905 | 1910 | 1921 | 1926 | 1931 | 1936 | 1946 | 1954 | 1962 |
| ---- | ---- | ---- | ---- | ---- | ---- | ---- | ---- | ---- |
| 231  | 237  | 220  | 219  | 213  | 199  | 214  | 198  | 198  |

| 1968 | 1975 | 1982 | 1990 | 1999 | 2006 | 2011 | 2016 | 2021 |
| ---- | ---- | ---- | ---- | ---- | ---- | ---- | ---- | ---- |
| 214  | 217  | 188  | 164  | 180  | 213  | 268  | 267  | 263  |

| 2022 | - | - | - | - | - | - | - | - |
| ---- | - | - | - | - | - | - | - | - |
| 260  | - | - | - | - | - | - | - | - |

## Culture locale et patrimoine

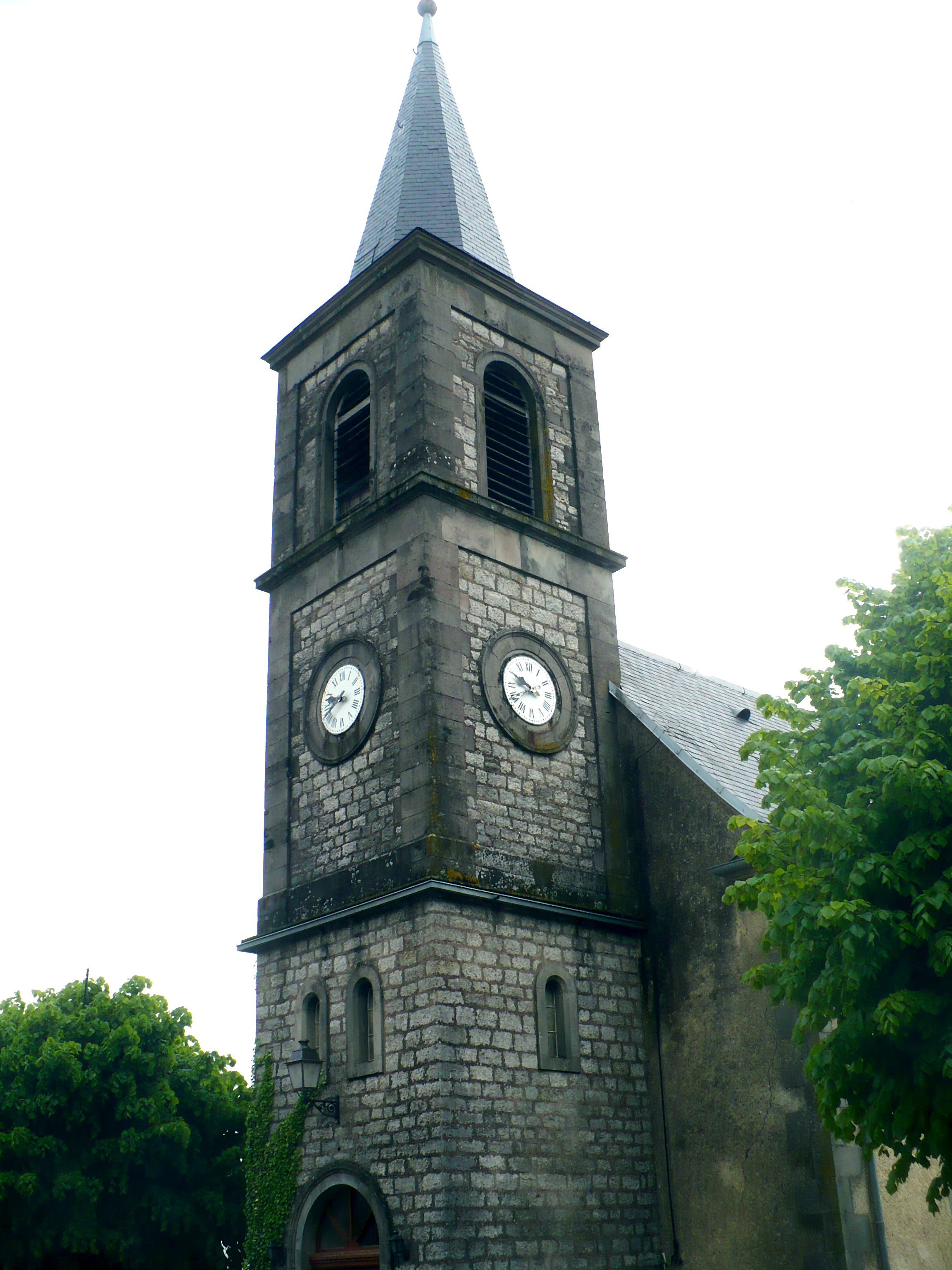
Église luthérienne dans sa configuration actuelle (2015).

### Lieux et monuments

#### Édifice religieux
Église luthérienne, construite en 1737. Avant 1884, elle était couverte d’un clocheton en bardeaux. Édification d'un clocher en pierres de taille et restructuration profonde de l'église dans les années 1884-1885.
L'édifice a été détruit par le feu les 20 et 21 février 1939.
La configuration actuelle de l'église propose un décor intérieur assorti de beaux vitraux représentant l'archange saint Michel combattant le dragon, Jean-Baptiste, l'Annonciation et la Nativité.

#### Pierres tombales remarquables

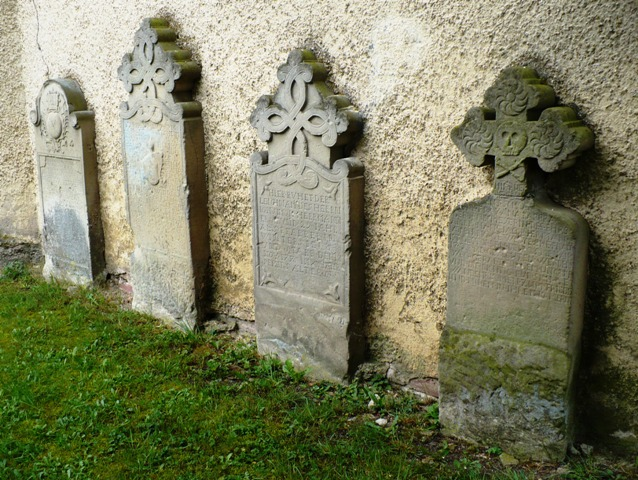
Pierres tombales du XVIIIe siècle.

En contrebas de l'église protestante, face est, subsistent quatre stèles de la deuxième moitié du XVIIIe siècle. Les épitaphes sont toutes en langue allemande. Deux de ces pierres tombales concernent des officiers militaires de confession protestante. 
- Tombe du pasteur Johann-Simon Herrmann, né à Lohr, le 13 février 1723 et décédé à Wintersbourg le 18 novembre 1776. Époux de Maria-Elisabetha née Glaser et fils de Ludwig Herrmann et Maria-Magdalena née Weibel. Johann-Simon fut pasteur à Wintersbourg de 1747 à 1773 (la 2e stèle à partir de la droite sur l'image).
- Une tombe actuellement non décryptée (la 1re stèle à partir de la droite sur l'image).
- Tombe de « Messire Philippe-Louis de Gottesheim de Geudertheim » capitaine au régiment de Bouillon, infanterie, mort à l’âge de 34 ans - le 14 juin 1776 à Phalsbourg d’une maladie de poitrine et enterré à Wintersbourg le jour suivant. Sa mère était Helena Catherina de Gundsweiler. Ce tombeau est décoré d’un blason de forme contournée, qui porte « d’or à la bande d’azur chargé de trois étoiles d’or, le tout entouré d’un listel d’or », avec un heaume ayant pour cimier un col de cygne sur lequel sont trois étoiles, les lambrequins commencent d’un côté à la hauteur du casque et finissent de l’autre sous l’écu. La famille de Gottesheim de Geudertheim fait partie de la noblesse alsacienne (la 2e stèle à partir de la gauche sur l'image).
- Tombe de Frédéric-Guillaume, baron de Lützow. Epitaphe : « Ici repose dans un doux sommeil jusqu’au grand jour de la moisson, celui qui vivant était aimé de tous, et qui mort est le sujet de tous les regrets. Messire Frédéric-Guillaume, baron de Lützow, capitaine au service de la France dans le régiment Royal-Deux-Ponts, né à Neuwied le 7 mai 1758 et mort à Réding le 15 décembre 1786 à l’âge de 28 ans 6 mois et 28 jours. - Suit une citation de 2 Maccabée chapitre 6 v. 31 : Il mourut ainsi en laissant non seulement aux jeunes hommes, mais aussi à toute sa nation, un grand exemple de fermeté et de vertu dans le souvenir de sa mort ». Les registres nous apprennent que ce jeune gentilhomme étant en garnison à Phalsbourg fut invité à une partie de chasse à Réding chez le seigneur des lieux : Marie-Joseph Maurice comte de Saintignon, grand bailli d’épée de Fénétrange. Le baron de Lützow fut accidentellement tué lors de cette chasse en forêt le 15 décembre, il fut enterré le lendemain avec les honneurs militaires dus à son rang au cimetière de Wintersbourg (la 1re stèle à partir de la gauche sur l'image).

### Héraldique
| Blason de Wintersbourg | Blason  | Coupé de gueules au chevron ployé d'argent, et d'azur à la fasce d'argent. |
| Blason de Wintersbourg | Détails | La commune de Wintersbourg porte les armes de deux de ses anciens seigneurs ; - Partie haute : De gueules en couleur (rouge) et d’argent en couleur (blanc) avec le chevron des comtes de La Petite-Pierre. - Partie basse : D’azur en couleur (bleu) à la fasce d’argent de la seigneurie de Fénétrange. Le statut officiel du blason reste à déterminer. |